# Тедней
Те́дней (исл. Þerney, исландское произношение: [ˈθɛ(r)tnˌeiː]; дословно — «остров полярной крачки») — небольшой остров в Кодла-фьорде на западе Исландии возле Рейкьявика (община Рейкьявикюрборг региона Хёвюдборгарсвайдид).

## География
Остров находится примерно в 0,5 км от полуострова Аульфснес и 2,4 км от Рейкьявика в Кодла-фьорде, который входит во фьордовый комплекс Фахсафлоуи. Длина и ширина Тедней около 990 м, площадь составляет 0,45 км², а высота над уровнем моря не более 25 метров. От Аульфснеса остров отделен проливом Теднейярсюнд. Побережье обычно песчаное, невысокое, но в северной части берега достаточно крутые.
Тедней является частью общины Рейкьявикюрборг, но не относится ни к одному из десяти районов Рейкьявика, а включен в межселенные территории столицы, так называемый «Зеленый пояс» (исл. Græni Trefillinn).

## Характеристика
Своё название остров получил от древнего исландского названия полярной крачки — исл. þerna, то есть буквально Терней это «остров полярной крачки». Остров был населен со времен средневековья вплоть до XX века. В XIII веке в Теднее была церковь. В XVII веке местный фермер был награжден королевской грамотой за отличное ведение сельского хозяйства на острове.
Ныне Тедней используется как летняя база для домашних животных из Семейного парка и зоопарка Рейкьявика. Животные из зоопарка пребывают на острове около месяца и едут туда двумя группами: первая половина отправляется на Терней в середине июля, а вторая — в середине августа.
Посещение острова посторонними людьми запрещено без специального разрешения Департамента по защите окружающей среды, так как Терней внесён в Список природного наследия Исландии.

## Природа
Южная часть острова в основном заболочена и представляет собой важные водно-болотные угодья для гнездовья птиц, в этой части острова также расположены два бессточных пруда, называемые Сюдюртьёдрн и Вестюртьёдн. Северная часть острова более возвышенна и в основном занята пастбищами. На острове есть две хижины, одна из которых используется в качестве временного убежища для человека, а другая — для укрытия домашнего скота.
Среди растительности острова преобладают злаки. Часть территории острова это старые заброшенные поля и луга с тех времен, когда на острове существовало население и велось сельские хозяйства. Здесь до сих пор можно встретить обычные луговые травы, такие как лисохвост луговой, луговик дернистый, полевица тонкая и овсяница красная. Кроме того, попадаются другие распространенные на лугах виды: овсец пушистый, мятлик луговой, лютик едкий, подмаренник настоящий, подмаренник северный, манжетка, ожика многоцветковая. Встречается щавель и тмин.
Всего на Тедней найдено 90 видов сосудистых растений и 54 вида мхов.
На Тедней гнездятся серые гуси, кряквы, обыкновенные гаги, кулики-сороки, золотистые ржанки, чернозобики, бекасы, клуши, луговой конёк и морская чайка. Также встречаются глупыши, средние кроншнепы, травники, круглоносые плавунчики, белые трясогузки и ещё около 15 видов.

## Карантинный инцидент
4 июля 1933 года из Шотландии в Исландию было доставлено 5 голов крупного рогатого скота 4 разных пород. В тот же день животные были помещены на карантин в Тедней, где жил фермер Хаблидюр со своей семьёй и скотом. Городской ветеринар в Рейкьявике в тот момент отсутствовал, так как Альтинг не утвердил его кандидатуру, поэтому скот перед помещением на остров был осмотрен помощником ветеринара Гвюдмюндюром Андрьесоном, не имеющим соответствующего образования, который посчитал его здоровым.
10 июля того же года 20 каракулевых овец из Германии были привезены из Германии и помещены на Тедней. Для их осмотра властями был нанят Аусгейр Оулафссон, ветеринар из Боргарнеса, который заодно осмотрел и привезённый ранее крупный рогатый скот, кроме оной телки, осмотреть которую не удалось. Аусгейр посчитал, что все животные здоровы и имеют отличный вид, но уже спустя неделю после его осмотра у одного быка стали появляться на шкуре чешуйчатые безволосые пятна. Через 3-4 недели у всех животных на острове появились подобные пятна и сильный зуд. Ветеринар Ханнеса Йоунссон диагностировал у животных стригущий лишай и этот диагноз позже был подтвержден в лаборатории университета Исландии.
Все домашние животныеи люди на Тедней оказались заражены стригущим лишаём. 9 января 1934 года завезённые овцы и крупный рогатый скот были забиты, а животные фермера Хаблидюра умерли весной. Новорожденного бычка, родившегося за неделю до этого от завезенной телки, сначала держали в доме фермера, а затем 16 февраля 1934 года по разрешению правительства перевезли в Рейкьявик и поместили на изоляцию в подвал на ферме в Бликастадир до 27 апреля того же года. Телёнок оказался не инфицированным и в дальнейшем, попав на ферму сельскохозяйственного университета в Хваннейри, использовался Руноульвом Свейнссоном в селекции исландской мясной породы крупного рогатого скота.